# Saint-Bernard, Québec
Saint-Bernard är en kommun och tätort (centre de population) i provinsen Québec i Kanada. Den ligger i regionen Chaudière-Appalaches, i den sydöstra delen av landet, 400 km öster om huvudstaden Ottawa. Kommunen bildades 1987 genom sammanslagning av bykommunen och socknen med samma namn.